# 王小雲
王小雲（1966年8月—），女，山东诸城人，中国密码学家。山东大学数学学院教授，博士生导师。

## 生平
1966年8月生於山東省諸城一个普通家庭，家里兄弟姐妹五个。受身为教师的父亲影响，王小云从小就对数理化感兴趣。父亲指引了王小云人生方向，而母亲则是她生活的引路人。父亲常年在外教书，为了让孩子们能安心学习，家务农活全压在母亲肩头。在高中，她的物理、数学成绩一直是全班第一。1983年王小云从山东省诸城第一中学毕业，考入山东大学数学系。1987年取得山东大学數學系學士學位，1990年取得山东大学數學系碩士學位，並於1993年取得山東大學數學系博士學位，导师为知名數學家潘承洞（1934年5月26日-1997年12月27日）教授。畢業後，王小雲於1993年起於山東大學數學系任教，至1995年升至助理教授一職，並於2001年正式成為教授。現今王小雲担任山東大學密码技术与信息安全教育部重点实验室主任，清华大学密码理论与技术研究中心主任，同时兼任中国密码学会密码数学理论专业委员会主任。2019年11月24日，在广东佛山希尔顿酒店召开的中国数学会第十三次全国会员代表大会上，选举产生了中国数学会第十三届正副理事长、秘书长、常务理事、理事和监事，王小云当选为副理事长。

## 雜湊函數碰撞
2004年的國際密碼討論年會（CRYPTO）尾聲，王小雲及其研究同事展示了寻找MD5、SHA-0及其他相關雜湊函數的雜湊衝撞的新方法。所謂雜湊衝撞指兩個完全不同的訊息經雜湊函數計算得出完全相同的雜湊值。根據鴿巢原理，以有長度限制的雜湊函數計算沒有長度限制的訊息是必然會有衝撞情況出現的。在此之前，已有一些研究者在有约束条件下找到多对哈希冲撞。
2005年2月，王小雲與其同事提出SHA-1雜湊函數的雜湊衝撞。由於SHA-1雜湊函數被廣泛應用於現今的主流電腦資安產品，其影響可想而知。王小雲所提的雜湊衝撞演算法只需少於269步驟，少于生日攻擊所需的280步。同年8月，王小雲、姚期智，以及姚期智妻子儲楓聯手於國際密碼討論年會提出SHA-1雜湊函數雜湊衝撞演算法的改良版。此改良版使破解SHA-1時間縮短為263步。

## 荣誉
- 2006年6月8日，於中國科學院第13次院士大會和中國工程院第8次院士大會上以「国际通用Hash函数的破解」獲頒陳嘉庚科學獎信息技術科學獎。[9]
- 2019年9月7日，獲得未來科學大獎中的数学与计算机科学奖[10]。
- 2020年4月12日，獲得“最具时间价值奖”和“真实世界密码学奖”。[11]
- 2025年，獲得欧莱雅-联合国教科文组织女科学家奖。[12]

## 外部連結
- 王小雲在數學譜系計畫的資料。
- 個人網頁
- 〈陈嘉庚科学奖花落四家 高校占三〉，刊於中国教育和科研计算机网